# Trio à cordes de Schönberg
Pour les articles homonymes, voir Trio à cordes (homonymie).
Le Trio à cordes (op. 45), a été écrit par Arnold Schönberg entre le 20 août et le 23 septembre 1946.

## Analyse
Ce trio est écrit pour violon, alto et violoncelle.
Il est constitué d'un seul mouvement d'une vingtaine de minutes, lui-même composé de trois parties reliées entre elles par deux épisodes, soit un total de cinq segments.
- Partie 1 : exposition torturée, frénétique et tourmentée
- Épisode 1 : en la majeur, plus calme
- Partie 2 : développement
- Épisode 2 : suite du développement, progressivement regagné par la tourmente
- Partie 3 : réexposition et coda

On retrouve dans ce trio les aspects essentiels de l'écriture de Schönberg, qui tout en utilisant sa « Méthode de composition avec douze sons », pousse l'expression à des contrastes extrêmes avec une grande liberté, sans doute jamais atteinte auparavant.
De fortes ruptures rythmiques et violentes dissonances viennent disperser toute continuité mélodique.

## Composition
Thomas Mann écrit en parlant de Schönberg :
« Il avait, me dit-il, mis en musique sa crise cardiaque et la piqûre dans le cœur qu'on lui avait faite, et aussi les infirmiers et autres étrangetés des hôpitaux américains. »
En effet, Schönberg compose ce trio juste après avoir subi une crise cardiaque en août 1946, et échappé de peu à la mort. Il tente d'exprimer dans son trio le choc médical vécu, comme l'introduction d'une aiguille hypodermique.